# Carlos María López
Carlos María López López (Piribebuy, 28 de agosto de 1969) es un político paraguayo, expresidente de la Cámara de Diputados de Paraguay.

## Biografía
Nació el 28 de agosto de 1969 en Piribebuy del Departamento de Cordillera; está casado con María Cristina Arenas con quien tiene tres hijos, Carlos María, Belén María Cristina y Carlos Marcelo. Realizó sus estudios primarios, secundarios y de bachillerato en el Colegio Santo Domingo de la ciudad de Piribebuy. Posee un doctorado en Odontología por la Universidad Nacional del Nordeste, Argentina, país vecino al que tuvo que emigrar para realizar sus estudios universitarios, ya que, en ese tiempo, aún existía la discriminación hacia los hombres y mujeres afiliados al Partido Liberal Radical Auténtico, y no le permitieron el acceso a tal educación en la Universidad Nacional.

## Trayectoria política
En el año 2011, se desempeñó por tres meses como secretario de Salud de la Gobernación de Cordillera, mientras que ese mismo año y hasta 2012, por 14 meses, fue secretario general en la misma institución. Fue también concejal municipal de Piribebuy y candidato a intendente municipal de dicha localidad.
Posteriormente, para el 2013 fue electo gobernador de Cordillera, cargo al cual había pugnado por el Equipo Joven del Partido Liberal Radical Auténtico (PLRA).
El 3 de marzo de 2022, fue designado presidente de la Cámara de Diputados; obtuvo 48 votos ante 2 abstenciones y 30 ausentes para un mandato que inició oficialmente sus funciones a partir del 1 de julio de dicho año y se extiende hasta 30 de junio del 2023, reemplazando de esta manera en el cargo al diputado colorado, Pedro Alliana.